# IC 1165
IC 1165 (також позначається як IC 1165A) — галактика типу E-S0 (еліптична спіральна галактика) у сузір'ї Геркулес.
Цей об'єкт міститься в оригінальній редакції індексного каталогу.